# Тобін Белл
То́бін Белл (англ. Tobin Bell; нар. 7 серпня 1942) — американський актор, відомий завдяки ролі маніяка Джона Крамера в серії фільмів «Пила».

## Біографія
Джозеф Генрі Тобін молодший народився 7 серпня 1942 року в Квінсі, Нью-Йорк, США. Виріс у місті Веймут, штат Массачусетс. Батько — власник радіостанції Джозеф Генрі Тобін, мати — актриса англійського походження Ейлін Белл Тобін.
Вивчав гуманітарні предмети і журналістику в коледжі, маючи намір стати письменником або телеведучим. Отримав диплом спеціаліста в галузі наук про навколишнє середовище в Державному університеті Монклер, і пройшов практику в Нью-Йоркському ботанічному саду.
Актором вирішив стати після семінару Г'юма Кроніна і Джесіки Тенді в Бостонському університеті. Пізніше Белл приєднався до студії акторів, де його викладачами були Лі Страсберг і Еллен Берстін. На початку 1980-х років почав грати епізодичні ролі у фільмах. Потім поїхав до Лос-Анджелеса, де у фільмі Алана Паркера «Міссісіпі у вогні» (1988) зіграв агента ФБР.
2004 року Белл отримав роль маніяка-вбивці у фільмі «Пила: Гра на виживання», яка зробила його відомим.

## Фільмографія
| Рік       |    | Українська назва                   | Оригінальна назва                   | Роль                           |
| --------- | -- | ---------------------------------- | ----------------------------------- | ------------------------------ |
| 1982      | ф  | Тутсі                              | Tootsie                             | офіціант                       |
| 1982      | ф  | Вердикт                            | The Verdict                         | спостерігач                    |
| 1988      | с  | Зрівнювач                          | The Equalizer                       | заступник секретаря            |
| 1988      | ф  | Міссісіпі у вогні                  | Mississippi Burning                 | агент Стокес                   |
| 1989      | тф | Ідеальний свідок                   | Perfect Witness                     | Діллон                         |
| 1990      | с  | Нація прибульців                   | Alien Nation                        | Браян Кнокс / доктор Смерть    |
| 1990      | с  | Противні хлопчики                  | Nasty Boys                          | Фінлі                          |
| 1990      | ф  | Славні хлопці                      | Goodfellas                          | офіцер                         |
| 1990      | с  | Джейк і товстун                    | Jake and the Fatman                 | Вік Фарго                      |
| 1991      | тф | Любов, брехня і вбивство           | Love, Lies and Murder               | Аль Статц                      |
| 1991      | тф | 100 життів Дикого Чорного Джека    | The 100 Lives of Black Jack Savage  | Тонні Джианіні                 |
| 1991      | тф | Хрещена мати 2                     | Vendetta: Secrets of a Mafia Bride  | бармен                         |
| 1992      | ф  | Рубі                               | Ruby                                | Девід Феррі                    |
| 1992      | с  | Манн і машина                      | Mann & Machine                      | Річард                         |
| 1992      | с  | Шовкові мережі                     | Silk Stalkings                      | Еміл Росслер                   |
| 1993      | с  | Сайнфелд                           | Seinfeld                            | Рон                            |
| 1993—1996 | с  | Поліція Нью-Йорка                  | NYPD Blue                           | Дональд Селнесс / актор Джеррі |
| 1993      | тф | Секс, любов і готівка              | Sex, Love and Cold Hard Cash        | Мейсфілд                       |
| 1993      | ф  | Фірма                              | The Firm                            | нордичний чоловік              |
| 1993      | ф  | На лінії вогню                     | In the Line of Fire                 | Мендоза                        |
| 1993      | ф  | Здатна на все                      | Malice                              | Ерл Лімус                      |
| 1994      | тф | Червоні клітини                    | Deep Red                            | Воррен Рікман                  |
| 1994      | тф | Помста мерця                       | Dead Man's Revenge                  | Баллок                         |
| 1994      | с  | Швидка допомога                    | ER                                  | адміністратор                  |
| 1994      | тф | Смертельний страх                  | Mortal Fear                         | доктор Елвін Гейс              |
| 1994      | тф | Новий Едем                         | New Eden                            | Арес                           |
| 1995      | ф  | Швидкий та мертвий                 | The Quick and the Dead              | Собака Келлі                   |
| 1996      | тф | Спокушання няні                    | The Babysitter's Seduction          | детектив Френк О'Кіфі          |
| 1996      | с  | Лазар                              | The Lazarus Man                     |                                |
| 1996      | с  | Одне вбивство                      | Murder One                          | Джеррі Албанесе                |
| 1996      | тф | Унабомбер: Справжня історія        | Unabomber: The True Story           | Теодор Качинський              |
| 1996      | с  | Надія Чикаго                       | Chicago Hope                        | Лютер Еванс                    |
| 1997      | с  | Її звали Нікіта                    | La Femme Nikita                     | Перрі Бауер                    |
| 1997      | с  | Детектив Неш Бріджес               | Nash Bridges                        | Вільям Бойд                    |
| 1998      | с  | Зоряна брама: SG-1                 | Stargate SG-1                       | Омос                           |
| 1998      | тф | Одного спекотного дня              | One Hot Summer Night                | Вінсент                        |
| 1998      | ф  | Нічна посилка                      | Overnight Delivery                  | Джон Двейн Бізлі               |
| 1998      | ф  | Реквієм мафії                      | Brown's Requiem                     | Стен                           |
| 1998      | в  | Найкращий з найкращих 4            | Best of the Best 4: Without Warning | Лукас Слава                    |
| 1998      | с  | Вокер, техаський рейнджер          | Walker, Texas Ranger                | Карл Сторм                     |
| 1998      | с  | Помста без меж                     | Vengeance Unlimited                 | Тедді Гікс                     |
| 1999      | с  | Авантюрист                         | The Pretender                       | містер Вайт                    |
| 2000      | мф | Дорога на Ельдорадо                | The Road to El Dorado               | Зарадоза                       |
| 2000      | с  | Цілком таємно: Марка «Ікс»         | The X Files                         | Дерріл Вівер                   |
| 2000      | с  | Жорстоке царство                   | Harsh Realm                         | Слейтер                        |
| 2001      | с  | Клан Сопрано                       | The Sopranos                        | майор Цвінглі                  |
| 2001      | с  | Захисник                           | The Guardian                        | містер Пірс                    |
| 2001      | с  | Шпигунка                           | Alias                               | Карл Дреєр                     |
| 2002      | с  | Усі жінки — відьми                 | Charmed                             | Орін                           |
| 2002      | с  | Західне крило                      | The West Wing                       | полковник Віткомб              |
| 2003      | с  | 24                                 | 24                                  | Пітер Кінгслі                  |
| 2004      | ф  | Пила: Гра на виживання             | Saw                                 | Джон Крамер/«Пила»             |
| 2005      | ф  | Пила 2                             | Saw II                              | Джон Крамер/«Пила»             |
| 2006      | ф  | Пила 3                             | Saw III                             | Джон Крамер/«Пила»             |
| 2007      | ф  | Бугімен 2                          | Boogeyman 2                         | доктор Мітчелл Аллен           |
| 2007      | ф  | Пила 4                             | Saw IV                              | Джон Крамер/«Пила»             |
| 2008      | ф  | Пила 5                             | Saw V                               | Джон Крамер/«Пила»             |
| 2009      | ф  | Пила 6                             | Saw VI                              | Джон Крамер/«Пила»             |
| 2009      | вг | Saw                                | Saw                                 | Джон Крамер/«Пила»             |
| 2010      | вг | Saw II: Flesh & Blood              | Saw II: Flesh & Blood               | Джон Крамер/«Пила»             |
| 2010      | ф  | Пила 3D                            | Saw 3D                              | Джон Крамер/«Пила»             |
| 2014      | с  | Криміналісти: мислити як злочинець | Criminal Minds                      | Малачі Лі                      |
| 2014      | с  | Вілфред                            | Wilfred                             | Чарльз                         |
| 2014      | тф | Що впало, те пропало               | Finders Keepers                     | доктор Фріман                  |
| 2017      | ф  | Пила 8                             | Jigsaw                              | Джон Крамер/«Пила»             |
| 2019      | ф  | Врата Темряви                      | Gates of Darkness                   | Монсеньор Канелл               |
| 2020      | ф  | Дзінок на той світ                 | The Call                            | Едвард Кренстон                |
| 2021      | ф  | Пила: спіраль                      | Spiral                              | Джон Крамер/«Пила»             |
| 2021      | ф  | Впустіть нас                       | Let Us In                           | Фредерік                       |
| 2023      | ф  | Пила X                             | Saw X                               | Джон Крамер/«Пила»             |